# Chris Barnes
Chris Barnes (Buffalo, SAD, 29. prosinca 1967.) je američki death metal pjevač, najpoznatiji kao izvorni pjevač death metal sastava Cannibal Corpse. Bio je član sastava od 1988. do 1995. Godine 1993. osnovao je sastav Six Feet Under. Također pojavio se na albumu Swarm! sastava Torture Killer. Barnes je autor izvornog logotipa sastava Cannibal Corpse i Six Feet Under.

## Diskografija
Cannibal Corpse
- Cannibal Corpse (1989.)
- Eaten Back to Life (1990.)
- Butchered at Birth (1991.)
- Tomb of the Mutilated (1992.)
- Hammer Smashed Face (1993.)
- The Bleeding (1994.)
- 15 Year Killing Spree (2003.)

Six Feet Under
- Haunted (1995.)
- Warpath (1997.)
- Maximum Violence (1999.)
- True Carnage (2001.)
- Bringer of Blood (2003.)
- 13 (2005.)
- Commandment (2007.)
- Death Rituals (2008.)
- Undead (2012.)
- Unborn (2013.)
- Crypt of the Devil (2015.)
- Torment (2017.)
- Night of the Decomposed (2020.)

Tirant Sin
- Mutant Supremacy (1988.)

Torture Killer
- Swarm! (2006.)

Leviathan
- Rehearsal 1987 (1987.)
- Legions of the Undead (1987.)